# Cornelis Willaerts
Cornelis Willaerts (1600 Utrecht – 1666 Utrecht) byl holandský malíř Zlatého věku.

## Život a dílo

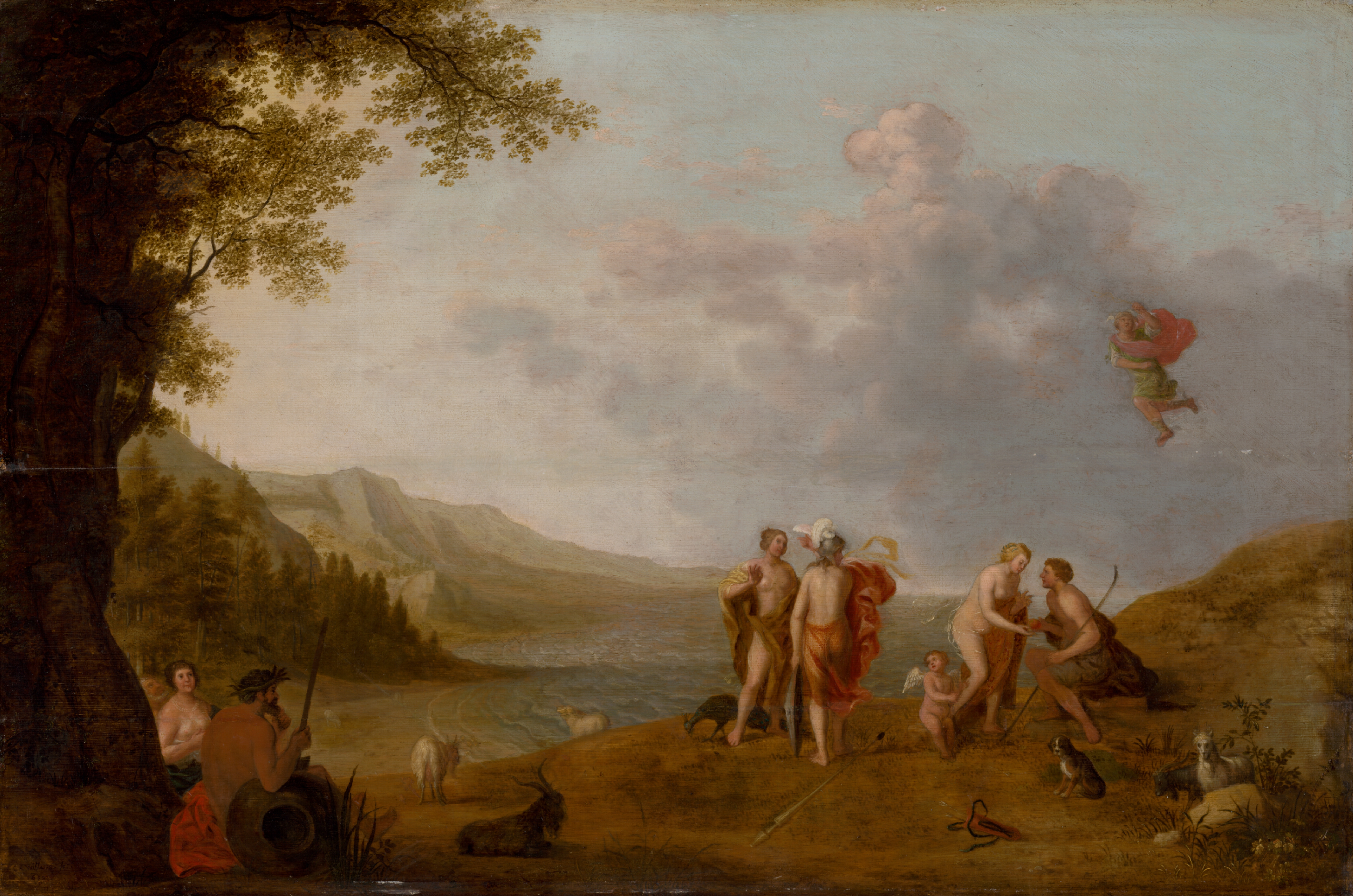
Cornelis Willaerts: Paridův soud, Slovenská národná galéria

Byl synem malíře Adama Willaertse a Mayken Adriaens van Herwijck, jeho bratři Abraham a Isaac byli také malíři. Byl dvakrát ženatý: v Utrechtu se 25. dubna 1638 oženil s Maiou van Riebeeck, druhé manželství uzavřel 8. září 1639 s Annou van Lommel. Jeho syn Johan Willaerts pracoval jako stříbrník, a dcera Marie si vzala za muže malíře Abrahama Mignona.
Cornelis Willaerts byl členem místního Cechu sv. Lukáše, a měl se zde stát mistrem; v letech 1658 až 1660 byl cechmistrem. Žil v Nieuwegracht poblíž věže Plompetoren. Pohřben byl v Utrechtu 9. dubna 1666.
Věnoval se mytologickým a historickým námětům, maloval portréty, krajinomalby moře či pláží, doplněné o postavy z mytologie. Jeho práce byla ovlivněna Cornelisem van Poelenburghem.